# Бизнес
Би́знес (англ. business — дело, занятие, предприятие; русский язык заимствовал слово, возможно, через посредство фр. business или непосредственно из английского), также предпринимательство — деятельность, направленная на систематическое получение прибыли.
В русском языке слова предпринимательство и бизнес используются как синонимы, но иногда имеют разное значение.
В условиях рыночной экономики большинство видов экономической деятельности является формами бизнеса, из-за чего бизнес считают[кто?] источником экономического и социального развития общества.
По численности работников, объёму производства продукции, условиям деятельности выделяют малый, средний и крупный бизнес. Малый бизнес является самым массовым, при этом каждый бизнесмен занимает небольшой удельный вес на рынке. Как правило, это небольшое предприятие, которое занимается розничной торговлей, оказанием услуг или выпускает однородную продукцию. В некоторых странах существует система государственной поддержки такого бизнеса, так как он обеспечивает широкую занятость при невысокой прибыльности.
Бизнесмен обычно стремится превратить свой актив в капитал, что будет приносить доход независимо от личного участия собственника, который может продолжать работать на своём предприятии, но может переключиться на другую деятельность.

## История бизнеса

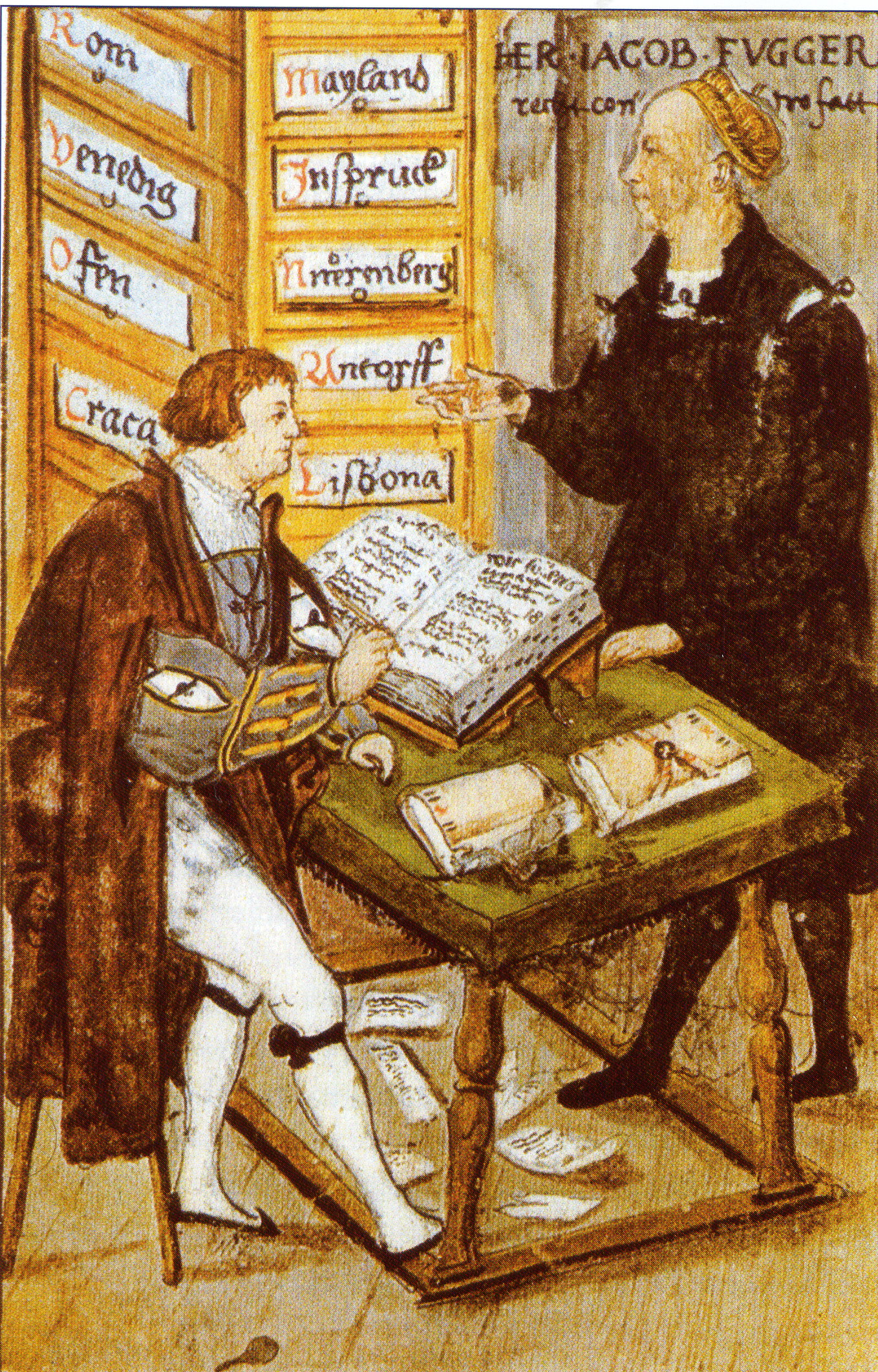
Якоб Фуггер и его бухгалтер Маттеус Шварц

Содержание понятий «бизнес» и «предпринимательство»
стало исследоваться на рубеже XIX—XX вв. Экономист А. Машала (1907—1968) первым добавил к упомянутым выше трём классическим факторам производства (земля, капитал, труд) четвёртый фактор — организацию. С этого времени понятие предпринимательства расширяется, как и придаваемые ему функции.
По-новому взглянул на эту проблему английский экономист
лауреат Нобелевской премии по экономике за 1974 г. Ф. А. Хайек (1899—1984). По его мнению, сущность предпринимательства — это поиск и изучение новых экономических возможностей, характеристика поведения, а не вид деятельности. В дальнейшем оно продолжилось в классических теориях и новейших концепциях, отражающих специфику развития и функционирования общественной и экономической систем.
Классическая школа политэкономии (А. Смит и Д. Риккардо). Английские учёные-экономисты А. Смит (1723—1790) и Д. Риккардо (1772—1823) представляли экономику как саморегулирующийся механизм. Предприниматель ради реализации определённой коммерческой выгоды и получения прибыли идёт на принятие риска, поскольку вложения капиталов в то или иное дело всегда содержат в себе элемент риска. Предпринимательская прибыль и есть, по мнению Смита, компенсация собственника за риск. Он характеризовал это понятием «экономический человек», которое соответствует характеристикам рационального (разумного) поведения. Другой автор, Д. Риккардо видел в бизнесе абсолютный, вечный и естественный способ производства, а предпринимательскую деятельность рассматривал в качестве обязательного элемента эффективного ведения хозяйства.
Марксизм. Согласно исследованиям немецкого учёного К. Маркса в труде «Капитал», основу прибыли составляет прибавочная стоимость, которую предприниматель присваивает в форме результата «работы» его капитала, а не покупает у рабочего. Поэтому бизнес — противоречивое явление, способное породить и порождающее разнообразные конфликты в обществе, и, таким образом он выступает нежелательным компонентом жизни людей в целом.
Теория авансового капитала. Она является противопоставлением предыдущей точки зрения. Согласно ей, предприниматель рискует, выплачивая заработную плату рабочим и покупая новое сырьё, при этом не реализовав ещё свою продукцию.
Институционализм. Институциональное направление экономической мысли сложилось в первые десятилетия XX в. (Т. Веблен, Дж. Коммонс, У. Митчелл). Они представляли три крупнейших направления: социально-психологическое, социально-правовое и институционально-статистическое. Согласно этому подходу, промышленность и бизнес представляют собой дихотомию (первое — это источник изменений и прогресса, а второе — фактор, который противодействует ему).

## Аспекты бизнеса

### Бухгалтерский учёт
Бухгалтерский учёт — это измерение, обработка и передача финансовой информации о субъектах хозяйствования, таких как предприятия и корпорации. Современный бухучёт был создан итальянским математиком Лукой Пачоли в 1494 году. Бухгалтерский учёт, который был назван «языком бизнеса», измеряет результаты экономической деятельности организации и передаёт эту информацию различным пользователям, включая инвесторов, кредиторов, менеджеров и регулирующие органы. Практики бухгалтерского учёта называются бухгалтерами. Термины «бухгалтерский учёт» и «финансовая отчётность» часто используются как синонимы.

### Финансы
Финансы — это область, которая занимается изучением инвестиций. Она включает в себя динамику активов и пассивов во времени в условиях различной степени неопределённости и риска. Финансы также можно определить как науку управления капиталом. Они нацелены на оценку активов на основе их уровня риска и рентабельности. Финансы можно разделить на три различные подкатегории: государственные, корпоративные и личные.

### Производство
Производство — это производство товаров для использования или продажи с использованием наёмных работников и машин, инструментов, химической и биологической обработки или рецептуры. Термин может относиться к целому ряду видов человеческой деятельности, от ремесла до высоких технологий, но чаще всего применяется к промышленному производству, в котором сырьё преобразуется в готовую продукцию в больших масштабах.

### Маркетинг
Американская ассоциация маркетинга определяет маркетинг как «деятельность, совокупность институтов и процессов для создания, передачи, доставки и обмена предложениями, которые имеют ценность для потребителей, клиентов, партнёров и общества в целом». Термин развился из первоначального значения, которое буквально означало выход на рынок для покупки или продажи товаров или услуг. Маркетинговая тактика включает в себя рекламу, а также ценообразование.
С ростом технологий, маркетинг далее делится на класс, называемый цифровым маркетингом. Это маркетинг продуктов и услуг с использованием цифровых технологий.

### Исследования и разработки
Научные исследования и разработки относятся к деятельности, связанной с корпоративными или государственными инновациями. Исследования и разработки представляют собой первый этап разработки потенциальной новой услуги или продукта. Научными исследованиями и разработками очень трудно управлять, поскольку определяющей особенностью исследований является то, что исследователи заранее не знают, как именно достичь желаемого результата.

### Безопасность
Травмы обходятся бизнесу в миллиарды долларов ежегодно. Исследования показали, как принятие и внедрение компанией комплексных систем управления безопасностью и охраной здоровья сокращает количество инцидентов, расходы на страхование и требования о компенсации работникам. Новые технологии, такие как переносные устройства безопасности и онлайн-тренировки по безопасности, продолжают разрабатываться, чтобы побудить работодателей инвестировать в систему безопасности и снизить затраты предприятий на защиту своих сотрудников.

### Продажи
Продажи — это деятельность, связанная с количеством товаров или услуг, проданных за определённый период времени. Продажи часто интегрированы со всеми направлениями бизнеса и являются ключом к успеху компании.

## Менеджмент
Эффективное и результативное управление бизнесом, а также изучение этого предмета, называется менеджментом. Основными отраслями управления являются финансовый менеджмент, маркетинг-менеджмент, управление персоналом, стратегический менеджмент, производственный менеджмент, операционный менеджмент, сервис-менеджмент и управление информационными технологиями. Владельцы могут сами управлять своим бизнесом или нанимать менеджеров для этого. Независимо от того, являются ли они владельцами или наёмными работниками, менеджеры управляют тремя основными компонентами стоимости бизнеса: финансовыми ресурсами, капиталом (материальными ресурсами) и человеческими ресурсами. Эти ресурсы управляются по меньшей мере в шести функциональных областях: юридические контракты, производство или производственные услуги, маркетинг, бухгалтерский учёт, финансирование и людские ресурсы.

### Реструктуризация государственных предприятий
В последние десятилетия государства моделировали некоторые из своих активов и предприятий по образцу коммерческих предприятий. Например, в 2003 году Китайская Народная Республика смоделировала 80 % своих государственных предприятий на основе системы управления корпоративного типа. Многие государственные учреждения и предприятия в Китае и России превратились в акционерные общества, часть акций которых котируется на публичных фондовых рынках.
Управление бизнес-процессами (BPM) — это целостный подход к управлению, ориентированный на согласование всех аспектов организации с желаниями и потребностями клиентов. BPM пытается постоянно улучшать процессы. Поэтому его можно описать как «процесс оптимизации процесса». Утверждается, что BPM позволяет организациям быть более эффективными, действенными и способными к изменениям, чем функционально ориентированный традиционный иерархический подход к управлению.

## Организация и регулирование
Большинство правовых юрисдикций определяют формы собственности, которые может принять бизнес, создавая свод коммерческого права для каждого типа.
Основными факторами, влияющими на организацию бизнеса, как правило, являются:
- Размер и сфера деятельности фирмы, её структура, управление и собственность широко анализируются в теории фирмы. Как правило, малый бизнес является более гибким, в то время как более крупные предприятия, или те, которые имеют более широкую собственность или более формальные структуры, обычно будут организованы как корпорации или (реже) партнёрства. Кроме того, бизнес, который хочет собрать деньги на фондовом рынке или принадлежать широкому кругу людей, часто должен будет принять определённую правовую форму для этого.
- Сектор и страна. Частные коммерческие предприятия отличаются от государственных органов. В некоторых странах некоторые предприятия юридически обязаны быть организованы определённым образом.
- Налоговые преимущества. Различные структуры рассматриваются по-разному в налоговом праве и могут иметь преимущества по этой причине.
- Требования к раскрытию информации и соблюдению требований. Различные бизнес-структуры могут быть обязаны публиковать меньше или больше информации (или сообщать её соответствующим органам) и могут быть обязаны соблюдать различные правила и положения.

Многие предприятия управляются через отдельную организацию, такую как корпорация или партнёрство (либо сформированное с ограниченной ответственностью, либо без неё). Большинство правовых систем позволяют людям организовывать такую организацию путём подачи определённых уставных документов соответствующему государственному секретарю или эквивалентному органу и выполнения определённых других текущих обязательств. Отношения и законные права акционеров, партнёров с ограниченной ответственностью или участников регулируются частично уставными документами и частично законодательством юрисдикции, в которой организована организация. Вообще говоря, акционеры корпорации, партнёры с ограниченной ответственностью в товариществе с ограниченной ответственностью и члены общества с ограниченной ответственностью защищены от личной ответственности за долги и обязательства субъекта, который юридически рассматривается как отдельное «лицо». Это означает, что, если нет нарушения правил, собственное имущество владельца строго защищено законом, если бизнес не преуспевает.
Если два или более физических лица совместно владеют бизнесом, но не смогли организовать более специализированную форму транспортного средства, они будут рассматриваться как полное партнёрство. Условия партнёрства частично регулируются соглашением о партнёрстве, если оно создано, и частично правом юрисдикции, в которой расположено партнёрство. Для создания партнёрства не требуется никаких документов или подачи документов, и без соглашения отношения и юридические права партнёров будут полностью регулироваться законодательством юрисдикции, в которой расположено партнёрство. Один человек, который владеет и управляет бизнесом, обычно известен как индивидуальный предприниматель, независимо от того, владеет ли он им напрямую или через формально организованную организацию. В зависимости от потребностей бизнеса, консультант может решить, какой вид собственности будет наиболее подходящим.
Несколько важных факторов, которые следует учитывать при принятии решения о том, как управлять бизнесом включают в себя:
1. Общие партнёры в товариществе (кроме товарищества с ограниченной ответственностью), а также все, кто лично владеет и управляет предприятием без создания отдельного юридического лица, несут персональную ответственность за долги и обязательства предприятия.
2. Как правило, корпорации обязаны платить налоги так же, как и «реальные» люди. В некоторых налоговых системах это может привести к так называемому двойному налогообложению, поскольку сначала корпорация платит налог на прибыль, а затем, когда корпорация распределяет свою прибыль своим владельцам, физические лица должны включать дивиденды в свой доход, когда они заполняют свои личные налоговые декларации, после чего вводится второй уровень подоходного налога.
3. В большинстве стран существуют законы, которые трактуют малые корпорации иначе, чем крупные. Они могут быть освобождены от определённых требований законодательства, иметь упрощённые процедуры в специализированных областях и иметь упрощённый, выгодный или несколько иной налоговый режим.
4. «Публичное размещение» через процесс, известный как первичное публичное предложение (IPO), означает, что часть бизнеса будет принадлежать членам общественности. Это требует от организации, как отдельного субъекта, раскрытия информации общественности и соблюдения более жёсткого свода законов и процедур. Большинство публичных компаний являются корпорациями, которые продали акции, но все чаще появляются также публичные ООО, которые продают ПАИ (иногда также называемые акциями), а также другие более экзотические организации, такие как, например, инвестиционные трасты недвижимости в США и паевые трасты в Великобритании. Полное товарищество не может «стать публичным».

## Виды бизнеса

### Производственный бизнес
Производственный бизнеc реализуется в рамках конкретных производственных структур (в основном в рамках негосударственных предприятий), выполняющих в обществе особо важную функцию. Они производят материальные и духовные блага, которыми пользуются как физические лица (потребительские товары), так и юридические лица (средства производства).

### Коммерческий бизнес
Коммерческий бизнес может быть реализован через
соответствующие коммерческие организации. К ним относятся торговые учреждения — магазины, супермаркеты, товарные биржи и т. п. Сферой их основной коммерческой деятельности является купля и продажа различных товаров и услуг. К коммерческому бизнесу относится закупочно-посредническая деятельность многочисленных организаций, покупающих товары у товаропроизводителей, и продающих их торговым учреждениям и извлекающих при этом свою прибыль. Чем больше посредников между товаропроизводителями и торговыми организациями, тем дороже приобретаемые потребителями товары.

### Финансовый бизнес
Финансовый бизнес — это особая, самостоятельная сфера коммерческого бизнеса, в которой продаётся и покупается специфический товар — национальная и иностранная валюта, ценные бумаги (акции, векселя, облигации и пр.). В этом бизнесе деньги в форме кредита «продаются» на определённое время покупателю, который впоследствии возвращает сполна всю занятую у кредитора сумму и выплачивает за пользование ею определённый процент. Последний представляет собой своеобразную цену этого товара и обеспечивает кредитной организации определённую прибыль. Продажа и перепродажа иностранной валюты, а также ценных бумаг тоже относятся к области финансового бизнеса, где есть свой предмет труда и свой готовый товар, приносящий его владельцу при удачном ведении дела прибыль. Финансовый бизнес реализуется через различные организации и учреждения, такие как коммерческие банки, кредитные союзы, инвестиционные и лизинговые компании, фондовые биржи, страховые и трастовые компании.

### Посреднический бизнес
Его сущность состоит в соединении заинтересованных в сделке сторон за определённое вознаграждение или процент от сделки. Например, Агентство недвижимости.

### Страховой бизнес
Страховой бизнес является особой формой финансового бизнеса. Страховая компания выплачивает клиентам компенсацию при наступлении страхового случая из ранее внесённых страховых взносов. Обычно наступление страхового случая маловероятно, а выплата превышает страховой взнос. Также страховка действует в течение определённого времени. Например, 10 человек застраховали свои машины от аварии на год, внеся страховые взносы по 100 рублей. За этот год только один человек попал в аварию и получил возмещение ущерба на 300 рублей. Оставшиеся 700 рублей к концу года являются чистой прибылью страховой компании. Подробнее в Страхование.

## Бизнес в России
Гражданский кодекс Российской Федерации (ГК РФ) установил возможность создания предприятий различных организационно-правовых форм.
В ГК РФ раскрывается сущность и содержание предпринимательской деятельности:
- Смысл предпринимательской деятельности заключается в удовлетворении потребностей населения в товарах и услугах;
- Удовлетворение потребностей достигается путём использования имущества, продажи товаров, выполнения работ или оказания услуг;
- Движущий мотив предпринимательства, его цель — получение прибыли;
- Занятие предпринимательской деятельностью — неотъемлемое право гражданина (здесь требуется не разрешение, а регистрация);
- Предпринимательская деятельность носит инициативный характер (предпринимателя не назначают, им становятся);
- Предпринимательство — это не одноразовый акт, а постоянное занятие, систематическая деятельность;
- Предпринимательская деятельность рискованна по своей природе. Риск здесь обусловлен возможностью понести убытки по не зависящим от предпринимателя причинам.